# Rupert Svendsen-Cook
Rupert Svendsen-Cook (* 17. September 1990 in Ipswich, England) ist ein britischer Automobilrennfahrer. Er trat von 2010 bis 2012 in der britischen Formel 3 an.

## Karriere
Svendsen-Cook begann seine Motorsportkarriere 1998 im Kartsport, in dem er bis 2006 aktiv war. 2007 gab er in der britischen Formel BMW sein Debüt im Formelsport und wurde 16. in der Gesamtwertung. 2008 wechselte er in die europäische Formel BMW, die aus einer Fusion der britischen mit der deutschen Formel BMW hervorgegangen war, und trat für Räikkönen Robertson Racing an. Nachdem er in seiner ersten Saison mit einem fünften Platz als bestes Resultat den 13. Platz in der Gesamtwertung belegt hatte, blieb Svendsen-Cook 2009 in der europäischen Formel BMW bei Räikkönen Robertson Racing und wurde mit zwei dritten Plätzen Sechster in der Gesamtwertung. Darüber hinaus nahm er an zwei Rennen der europäischen Trofeo Abarth 500 teil.
2010 wechselte Svendsen-Cook in die britische Formel-3-Meisterschaft zu Carlin. Er startete gut in die Saison und gewann gleich am ersten Rennwochenende sein erstes Rennen. Im weiteren Verlauf der Saison knüpfte er nicht mehr an seine Leistung beim Saisonauftakt an und belegte den siebten Gesamtrang. 2011 blieb Svendsen-Cook bei Carlin in der britischen Formel-3-Meisterschaft. Er gewann zwei Rennen und beendete die Saison als viertbester Carlin-Pilot auf dem fünften Gesamtrang. 2012 war Svendsen-Cook ohne festes Renncockpit. Zunächst nahm er für Top F3 an einer Veranstaltung der European F3 Open teil. Dabei erzielte er einen dritten Platz in seinem Debütrennen. Zum Ende des Jahres bestritt er für Double R Racing, dem Nachfolgerennstall von Räikkönen Robertson Racing, noch zwei Veranstaltungen der britischen Formel-3-Meisterschaft.
Svendsen-Cook ist Mitgründer von Veloce.

## Karrierestationen
| - 1998–2006: Kartsport - 2007: Britische Formel BMW (Platz 16) - 2008: Europäische Formel BMW (Platz 13) - 2009: Europäische Formel BMW (Platz 6) | - 2009: Europäische Trofeo Abarth 500 (Platz 21) - 2010: Britische Formel 3 (Platz 7) - 2011: Britische Formel 3 (Platz 5) | - 2012: European F3 Open (Platz 13) - 2012: Britische Formel 3 (Platz 13) - 2013–2014: MRF Challenge - Formula 2000 (Platz 1) |